# Satanic Art
Satanic Art — мини-альбом норвежской блэк-метал-группы Dødheimsgard, выпущенный в мае 1998 года на лейбле Moonfog Productions.

## Отзывы критиков
Альбом получил крайне положительные отзывы от музыкальных критиков. Уильям Йорк из AllMusic описал релиз как «смелую, вызывающую работу» и оценил его в 4 балла из 5. Рецензент журнала Rock Hard Вольф-Рюдигер Мюльман пишет: «Satanic Art — это зло. Кровавое зло. Норвежский блэк-метал в его сырой, неотполированной первобытной мощи — с большим количеством холода, ненависти, тьмы и агрессии».

## Список композиций
| №  | Название                            | Длительность |
| -- | ----------------------------------- | ------------ |
| 1. | «Oneiroscope» (инструментал)        | 1:31         |
| 2. | «Traces of Reality»                 | 7:07         |
| 3. | «Symptom»                           | 2:31         |
| 4. | «The Paramount Empire»              | 3:10         |
| 5. | «Wrapped in Plastic» (инструментал) | 1:40         |

## Участники записи
- Mr. Always Safe and Sound/Aldrahn — гитара, вокал
- Mr. Anti-Evolution Human Deviation/Galder — гитара
- Mr. Dingy Sweet Talker Women Stalker/Hologram — клавишные
- Mr. Nebulous Secrets/Apollyon — ударные
- Mr. Dead Meat Smelly Feet/Cerberus — бас-гитара
- Mr. Fantastic Deceptionist/Vicotnik — гитара, программирование, вокал (трек 4)